# Wheelie

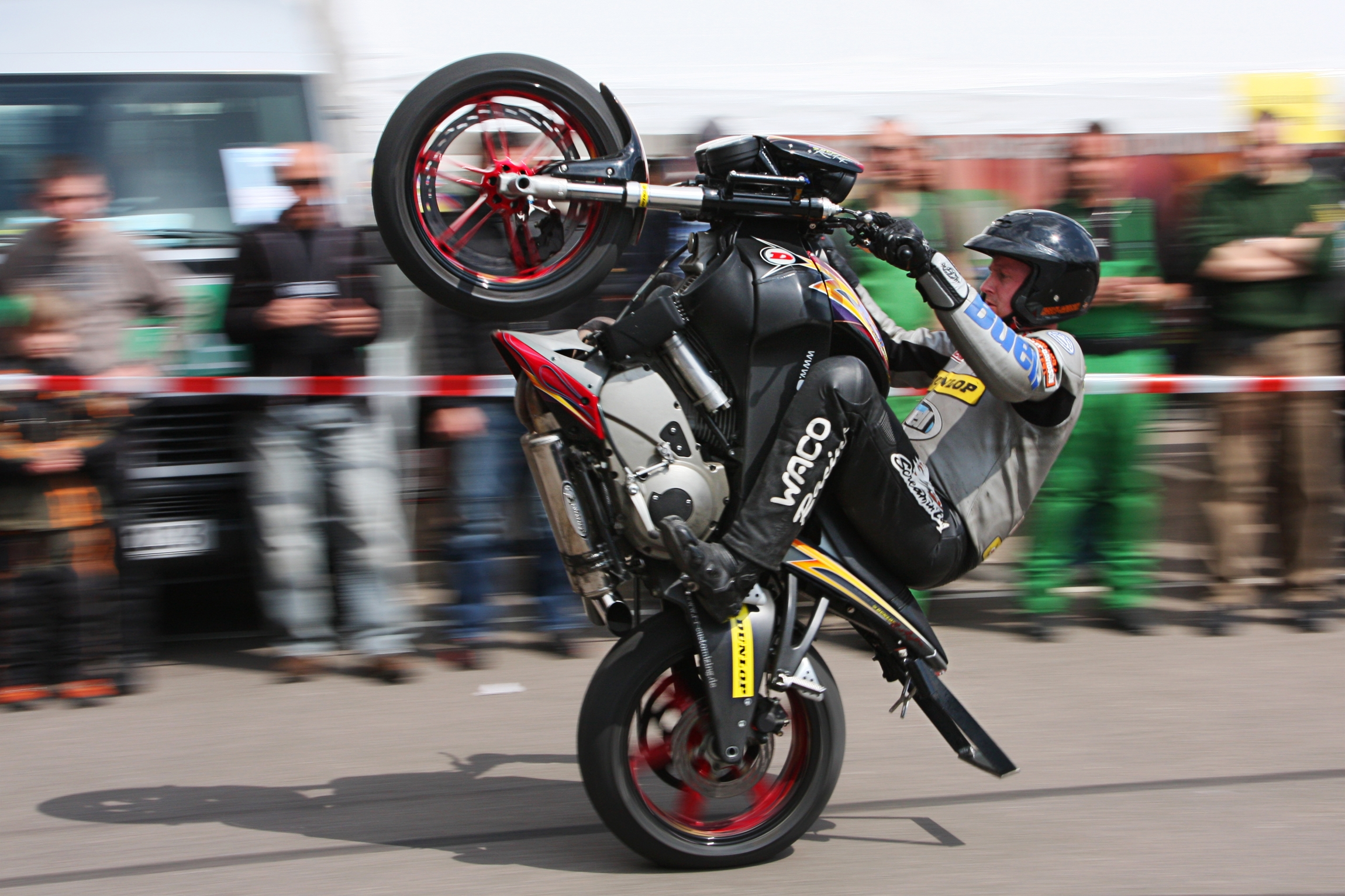
Motocilista praticando wheelie

O Wheelie (também conhecido como wheeling, ou stunt) é uma prática de malabarismo com motocicleta ou bicicleta. Consiste em realizar manobras nas quais força e equilíbrio são exigidos ao máximo pelos praticantes, onde apenas uma roda do veículo se mantém no chão.
O termo Wheelie é anglófono e quer dizer "Empinar", porém no Brasil usa-se para designar a prática como um todo, não apenas para o ato de empinar.
Surgiu na década de 1970 quando o californiano Doug Domokos desenvolveu a técnica de empinar a moto controlando com o freio traseiro, e passou a fazer exibições de suas habilidades. Domokos ficou conhecido como "The Wheelie King", ou seja, o Rei do Wheeling. No Brasil essa modalidade tem crescido e conquistado públicos.

## Descrição
Não se tem certeza quem foram os primeiros praticantes de wheeling no Brasil, mas de qualquer tornou-se notório somente na década de 1990.
As autoridades ainda tratam como vandalismo mesmo quando praticada em locais próprios, no Brasil, se praticado nas ruas, é consolidado uma infração e conforme o Denatran (Código de Trânsito, Lei nº 9.503) (Art. 174 do Código de Trânsito Brasileiro), o praticante esta sujeito a uma multa gravíssima, somando sete pontos na carteira de habilitação, e multa de R$ 191,82 (180 UFIRs), suspensão do direito de dirigir e apreensões da carteira de habilitação e do veículo.
O esporte vem crescendo até mesmo entre as mulheres, onde muitas, “arriscam” manobras e se identificam com esse meio. 
Há escassez de patrocinadores, que faz com que o esporte não ganhe notoriedade entre as demais categorias. A maioria dos pilotos com qualidade, quando atingem certo nível, vão para o exterior onde o esporte é salientado, com patrocínios e locais destinados para a prática ou param de pratica-lo.

## O equipamento

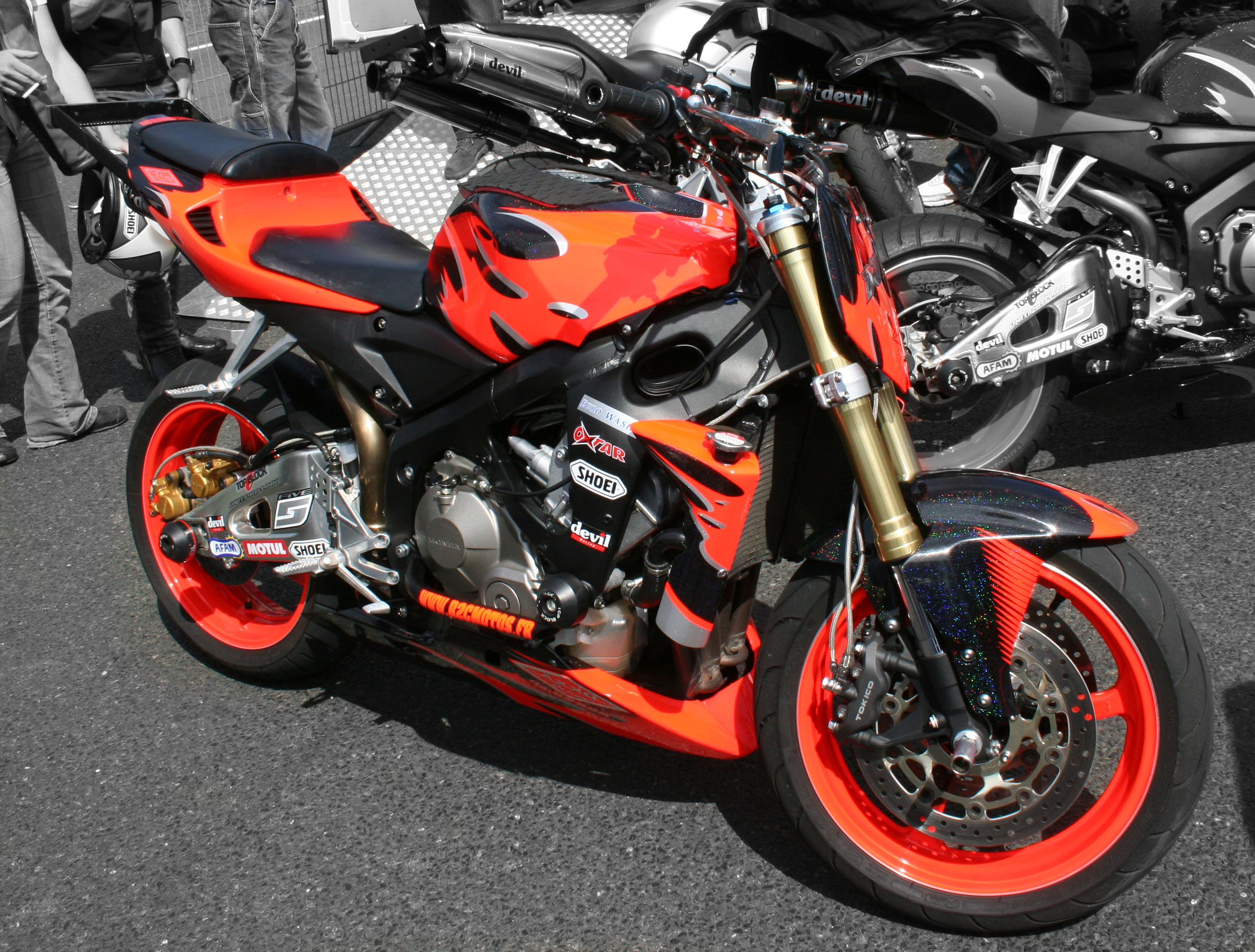
Honda CBR preparado para a prática do wheelie

As motocicletas são especialmente preparadas para a prática do wheeling, pois exigem maior resistência a impactos constantes, usa-se variadas potências, desde 50cc a 1200cc, geralmente são tirados componentes da parte dianteira como painel, setas e farol. Além de possuírem a Churrasqueira, um suporte traseiro para proteção do quadro e demais peças, além de melhorar a performance dos pilotos. É comum a prática do wheelie como motos do tipo streetfighter e supermoto.
Em alguns modelos, os freios traseiro são além de acionados com o pé, com as mãos, através de um pequeno manete localizado embaixo do manete de embreagem, a relação é mais curta, com coroas de tamanho maior possibilitando ter mais controle sobre a potencia do motor, os pneus são calibrados com pouca pressão para que se tenha maior aderência e domínio.

## Algumas manobras

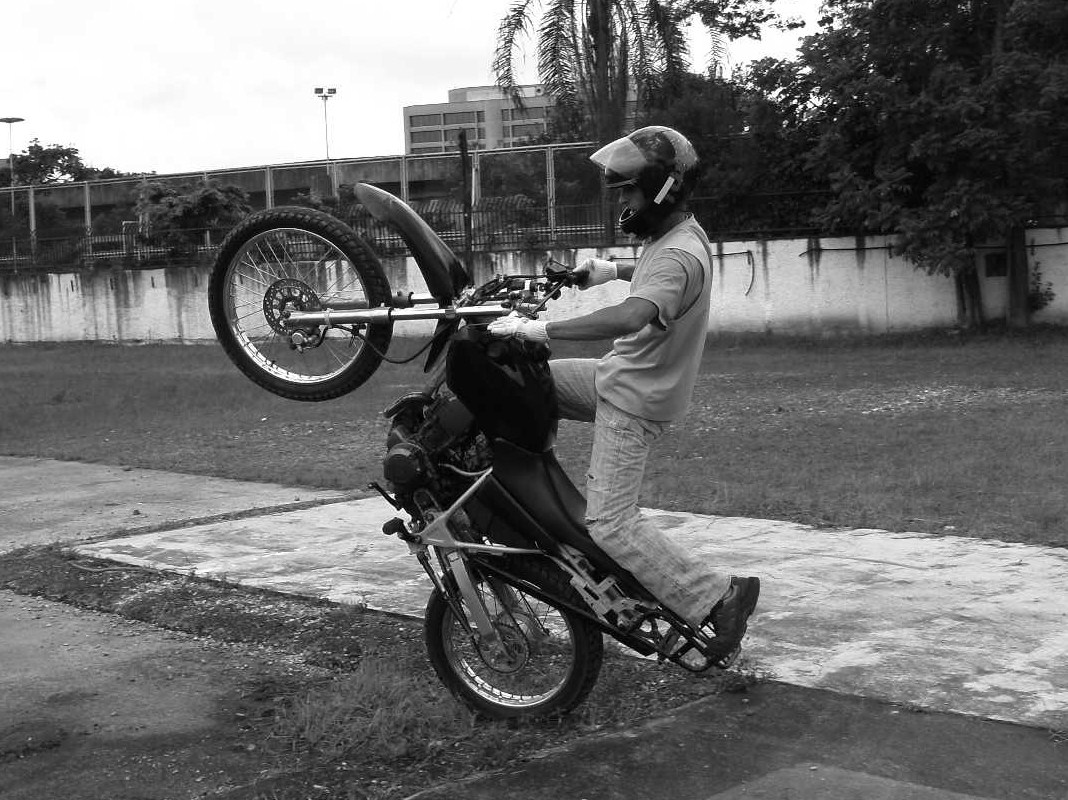
Joelinho

- Borrachão: Consistem em manter o atrito da roda traseira (em alto giro) e o chão.
- Enceradeira: Manobra em que o piloto durante o zerinho, arrasta uma de suas mãos no chão.
- Grau: Diversas manobras onde a moto é empinada com a roda traseira no chão.
- Joelinho: A moto é erguida com o apoio do joelho, geralmente o piloto consegue fazer curvas nesta manobra.
- No hands: Empinar e controlar a moto sem as mãos.
- No front: Manobra onde o equipamento não possui a parte da frente (rodas e bengalas).
- One hand: Empinar e controlar a moto com apenas uma das mãos.
- RL: Existem diversas modalidades de RL (Rear Lift), trata-se de empinar a moto, mas com a roda dianteira no chão e usando o freio dianteiro.
- Raspão: Grau onde o piloto em velocidade, empina raspando a churrasqueira no chão, gerando faíscas.
- Superman: Nessa manobra a moto fica apoiada na churrasqueira (raspão) e o piloto estica o corpo e arrasta os pés no chão com a moto em movimento.
- Surf: Manobras em que o piloto sobe no banco e dirige sem as mãos.
- Zerinho: Consiste em manter o grau com a moto em círculo.
- 360: Consiste em girar a moto em torno do próprio eixo no grau.

## Acessório para segurança
- Capacete: Geralmente são usado modelos de trilha (off-road).
- Caneleira: Geralmente composta com uma espécie de joelheira, impede os constante impactos da moto com as pernas dos pilotos.
- Calçados (Botas): Usada para diminuição de impactos com o chão e com a moto.
- Luva: Usadas geralmente para evitar calosidade devido o contato constante com a moto.